# 冲绳社会大众党

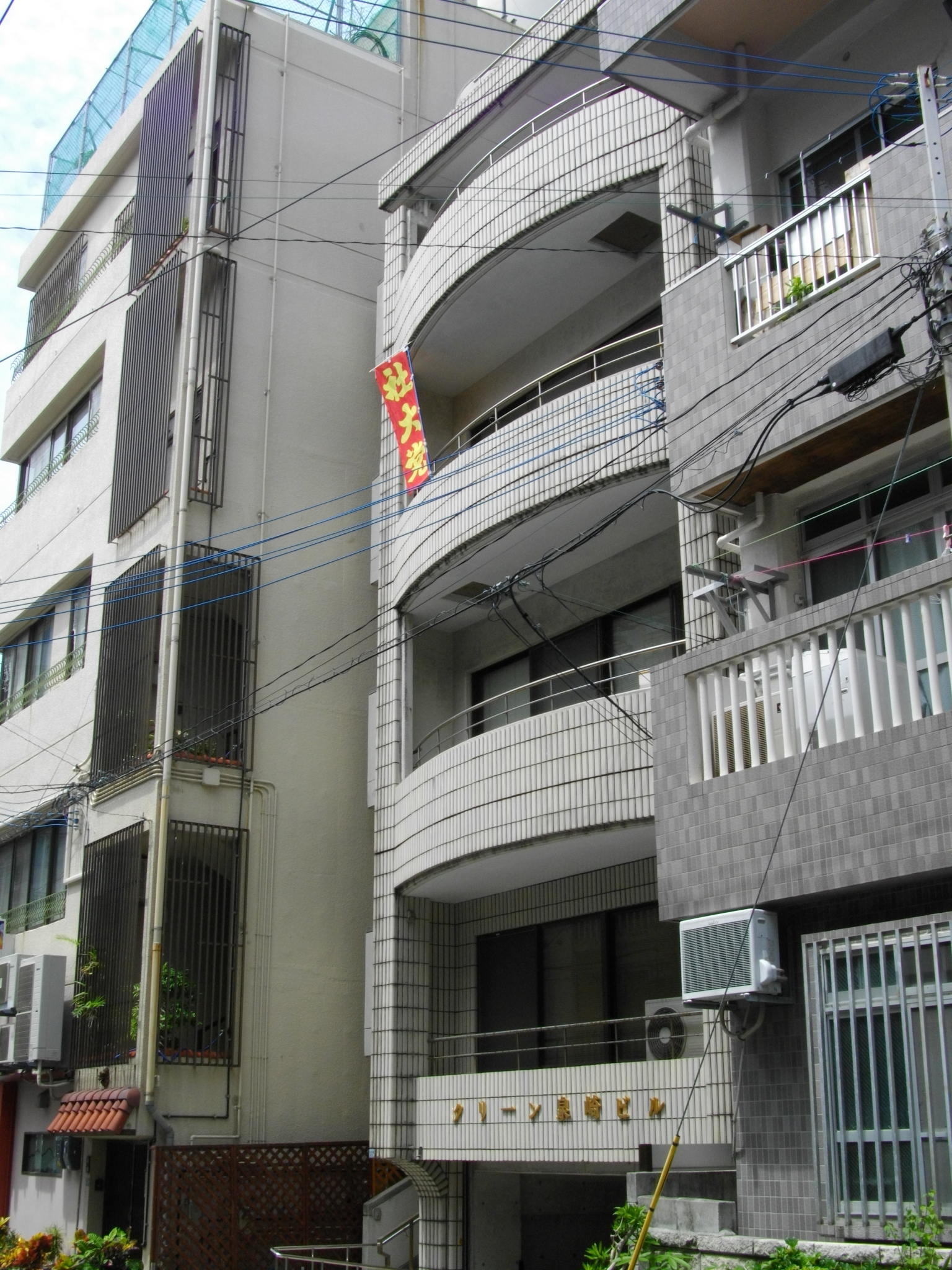
沖繩社會大眾黨總部

冲绳社会大众党（日语：沖縄社会大衆党），简称社大党，是日本冲绳县的地域性政党。
1950年，冲绳群岛政府的知事平良辰雄组建了冲绳社会大众党。当时比嘉秀平（后为琉球政府行政主席）和西铭顺治（后为冲绳县知事）等保守派政治家都是该党党员，该党受到各阶层的广泛支持。此后，比嘉秀平、西铭顺治等人相继脱党，社大党与冲绳人民党一起主张冲绳复归日本。但由于与人民党的路线不同而分道扬镳。
1970年，安里积千代在国政参加选举中，当选日本众议院议员。1972年，冲绳交还日本的前夕，提出与日本社会党合并的提案。当时社大党委员长提议解散社大党，由各党员自行迁移党籍。安里积千代脱离了社大党，进入民社党。但社大党并入日本社会党的提案被党内否决，因此社大党得以延续。
社大党现奉行中间偏左的政策，自称是一个国民政党，主张福利国家、性别平等、生态主义、和平主义等，其主张与社民党相近。

## 選舉紀錄

### 沖繩縣議會
| 選舉                 | 上屆当選席次 | 選舉前席次 | 当選席次 | 席次增減 | 總席次 |            |
| 選舉                 | 上屆当選席次 | 選舉前席次 | 当選席次 | 席次增減 | 總席次 | 選舉區得票 |
| -------------------- | ------------ | ---------- | -------- | -------- | ------ | ---------- |
| 2016年沖繩縣議會選舉 | 3席          | 2席        | 3席      | ▲1席     | 48席   | 25,483票   |
| 2020年沖繩縣議會選舉 | 3席          | 3席        | 2席      | ▼1席     | 48席   | 13,739票   |
| 2024年沖繩縣議會選舉 | 2席          | 1席        | 3席      | ▲2席     | 48席   | 31,831票   |

## 歷史
該黨作為縣內領先的中左翼政黨一直具有影響力。然而，在公明黨開始支持自民黨從1998年，自由主義者在沖繩，包括沖繩社會大眾黨，正逐漸失去其影響。
2024年沖繩縣議會選舉，雖然社大黨席次恢復到3席，但縣政聯合的其他盟友遭遇慘敗，尤其是日本共產黨，席次由7席下滑至4席，立憲民主黨則由4席下滑至2席，此次選舉導致知事派在沖繩縣議會無法過半。